# Jean Lépine (médecin)
Pour les articles homonymes, voir Lépine.
Jean Camille Raphaël Lépine, né le 5 décembre 1876 à Paris 8e et mort le 13 juin 1967 à Nice, est un médecin français.

## Biographie
Il est docteur en médecine en 1900, puis, agrégé en 1907, il est nommé médecin-chef de l'asile de Bron, actuel hôpital du Vinatier,  professeur de clinique psychologique et psychiatrique à l'université de Lyon. Pendant la Première Guerre mondiale, il est responsable à Lyon d'un service de neuropsychiatrie destiné aux militaires. En 1920, il est élu doyen de la faculté de médecine et de pharmacie de Lyon et il le reste jusqu'en 1943, avec un bref retour en 1944. Durant ce long décanat, grâce à la Fondation Rockefeller, il fait construire de vastes bâtiments,  près du nouvel hôpital de Grange-Blanche construit par le maire de Lyon, Édouard Herriot. La faculté de médecine de Lyon quitte alors les anciens bâtiments du quai Claude Bernard pour s'y installer. Il fait aussi bâtir un bâtiment moderne à l'asile de Bron, participe à la transformation de l'hôpital Debrousse en hôpital pédiatrique, encourage la protection maternelle et infantile grâce à un service de "visiteuses". Enfin il patronne la fusion de diverses institutions pour former l'École d'infirmières et d'assistantes sociales Rockefeller. Il est élu membre de l'Académie des sciences, belles-lettres et arts de Lyon en 1926, de l'Académie de médecine en 1928 et de l'Académie des sciences morales et politiques en 1935.
Pendant la Seconde Guerre mondiale, comme le doyen de la faculté de droit, Pierre Garraud, il est nommé  membre de la commission municipale chargée en juin 1941 de gérer la ville de Lyon. Il titularise le docteur Émile Malespine à l'asile départemental du Rhône (aujourd'hui l'hôpital Vinatier). Mais en 1943, il est révoqué de son décanat. Celui-ci lui est rendu à la Libération en 1944, mais il ne le conserve pas ; il prend alors sa retraite et s'installe à Nice. Dans cette ville, il entame une carrière politique ; adjoint au maire de Nice, Jean Médecin, chargé de l'instruction publique, il lance la rénovation et la construction de nombreux établissements scolaires et s'investit dans la création de l'université de Nice. 

### Famille
Marié à Élisabeth Thyss (Mulhouse, 8 mars 1877 - Châteauneuf-de-Grasse,15 décembre 1963), il est le père du Docteur Pierre Lépine et de trois autres enfants. Il est également le fils de Raphaël Lépine, professeur à la faculté de médecine de Lyon et de Mathilde Koechlin, fille de Jules Koechlin, industriel mulhousien,.

## Publications
- Étude sur les hématomyélies (1900)
- Troubles mentaux de guerre (1917)

## Postérité
A Bron comme à Nice, les avenues « Doyen Jean Lépine » commémorent son nom.